# Christian Baun
Christian Møinichen Baun (10. februar 1898 i Taps – 16. august 1972 i Kolding) var en dansk cand.theol. og den 40. biskop over Viborg Stift fra 1951 til sin pensionering i 1968.

## Karriere
I 1917 blev Baun student i Kolding, og han blev færdiguddannet cand.theol. i 1924. 

### Præst og generalsekretær
Efter afslutningen af teologistudiet blev Baun sognepræst i Dybe-Ramme Pastorat i Lemvig Provsti fra 1924 til 1928, og flyttede derefter til Hans Egedes Kirke i København hvor han blev hjælpepræst.
Efter 3 år som hjælpepræst blev Christian Møinichen Baun i 1931 generalsekretær for KFUM og KFUK i Danmark. Han bestred stillingen som generalsekretær indtil 1940 hvor han igen blev ansat ved Folkekirken. Han flyttede til Randers, hvor han blev sognepræst i Sankt Mortens Kirke. Her var han i 5 år, og i 1945 flyttede Baun vestpå til Viborg, hvor han blev sognepræst i Domkirken, provst for Viborg Købstads Provsti og stiftsprovst over Viborg Stift.

### Biskop
Da Axel Malmstrøm skulle afløses som biskop over Viborg Stift i 1951 på grund af dennes død, opstillede Christian Møinichen Baun til bispevalget. Han vandt valget og kunne indsættes som den 40. biskop, og kunne efterfølgende flytte ind i Bispegården i Viborg.
Som 70-årig gik Baun på pension i 1968 og blev afløst af Johannes W. Jacobsen som biskop. Han var Kommandør af Dannebrog.

## Udvalgte tillidshverv
- Medlem af Almindeligt dansk Præstekonvent (1957)
- Bestyrelsesmedlem i Landsforeningen Højskamling (1917-20)
- Formand for Landsforeningen Højskamling (1919-20)
- Bestyrelsesmedlem i Sønderjydske Foreningers fællesråd (1919-20)
- Næstformand for Studenterforeningen Heimdal (1919-20)
- Bestyrelsesmedlem i Den Kristelige Seminaristbevægelse i Danmark (1933-49)
- Hovedbestyrelsesmedlem i KFUM-Spejderne i Danmark
- Livsvarigt medlem af Det københavnske Kirkefonds repræsentantskab

## Privat
Christian Møinichen Baun var søn af gårdejer Søren Baun og hustruen Marie.
Han blev 25. april 1924 gift med Marie Cathrine.
Baun er begravet på Taps Kirkegård.